# Korytarzyk obok Komina w Środku Doliny
Korytarzyk obok Komina w Środku Doliny – jaskinia w orograficznie lewych zboczach Doliny Kobylańskiej. Administracyjnie znajduje się w obrębie wsi Karniowice, w gminie Zabierzów w powiecie krakowskim, w województwie małopolskim. Pod względem geograficznym jest to obszar Wyżyny Olkuskiej wchodzący w skład Wyżyny Krakowsko-Częstochowskiej.

## Opis obiektu
Obiekt znajduje się w drugiej na północ skale za Tarasowatą Turnią, w niewielkiej odległości od ścieżki szlaku turystycznego wiodącego dnem Doliny Kobylańskiej. Na zwróconej w kierunku dna doliny ściance tej skałki znajdują się obok siebie dwie szczelinowate jaskinie; Korytarzyk obok Komina w Środku Doliny (po lewej) i Komin w Środku Doliny (po prawej stronie). Oddalone są od siebie o około 5 m. Ścianka jest silnie zarośnięta mchami i paprociami, a otwór Korytarzyka znajduje się 3 m wyżej od dolnego otworu Kominka. Dojście do obydwu otworów jest dość łatwe.
Obiekt powstał w wapieniach górnej jury. Składa się z krótkiego, szczelinowego, suchego korytarzyka. Nacieków brak, korytarzyk jest suchy.
Obiekt po raz pierwszy opisany przez J. Nowaka w maju 2004 roku. On też sporządził jego dokumentację i plan.

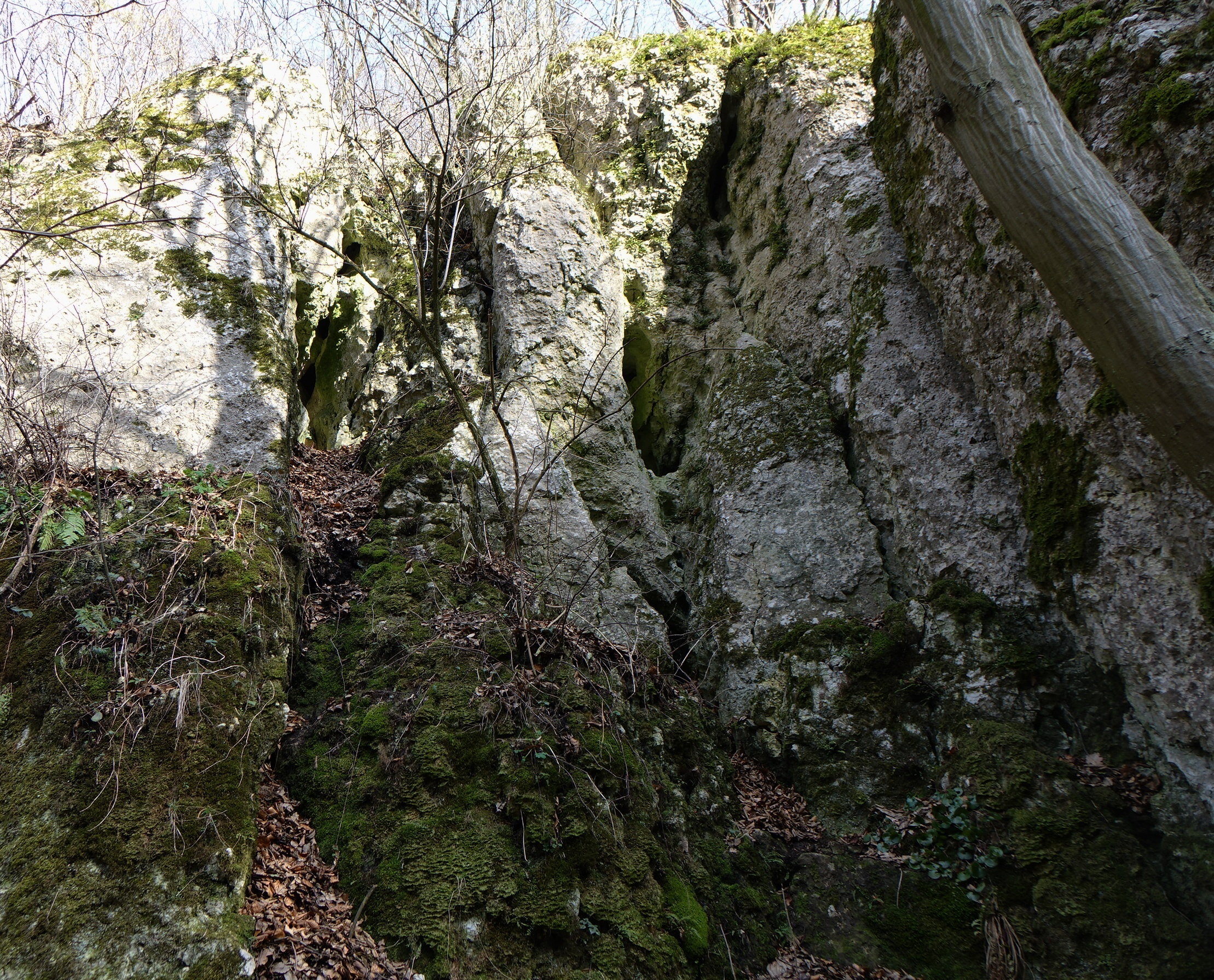
Otwory Korytarzyka (po lewej) i Kominka w Środku Doliny (po prawej stronie)